# Hallsville (Texas)
Hallsville è un centro abitato degli Stati Uniti d'America situato nella contea di Harrison dello Stato del Texas.
La popolazione era di 3.577 persone al censimento del 2010.

## Geografia fisica
Hallsville è situata a 32°30′15″N 94°34′30″W (32.504036, -94.574904), 13 miglia (21 km) a ovest del capoluogo Marshall sulla U.S. Highway 80.
Secondo lo United States Census Bureau, ha un'area totale di 2,3 miglia quadrate (6,0 km²).

## Società

### Evoluzione demografica
Secondo il censimento del 2010 Hallsville aveva una popolazione di 3,577. L'età media era di 32. La composizione etnica e razziale della popolazione era: l'89,1% di bianchi, il 5,5% di afroamericani, lo 0,6% di nativi americani, lo 0,3% di asiatici, il 2,6% di altre razze e il 2,0% di due o più etnie. Il 6,1% della popolazione era ispanico, di qualsiasi razza.
Secondo il censimento del 2000, c'erano 2.772 persone, 993 nuclei familiari e 799 famiglie residenti nella città. La densità di popolazione era di 1.217,3 persone per miglio quadrato (469,4/km²). C'erano 1.050 unità abitative a una densità media di 461,1 per miglio quadrato (177,8/km²). La composizione etnica della città era formata dal 93,15% di bianchi, il 4,76% di afroamericani, lo 0,14% di nativi americani, lo 0,36% di asiatici, lo 0,69% di altre razze, e lo 0,90% di due o più etnie. Ispanici o latinos di qualunque razza erano il 2,27% della popolazione.
C'erano 993 nuclei familiari di cui il 48,6% aveva figli di età inferiore ai 18 anni, il 62,8% aveva coppie sposate conviventi, il 14,8% aveva un capofamiglia femmina senza marito, e il 19,5% erano non-famiglie. Il 17,8% di tutti i nuclei familiari erano individuali e il 7,5% aveva componenti con un'età di 65 anni o più che vivevano da soli. Il numero di componenti medio di un nucleo familiare era di 2,79 e quello di una famiglia era di 3,16.
La popolazione era composta dal 33,2% di persone sotto i 18 anni, il 7,5% di persone dai 18 ai 24 anni, il 31,3% di persone dai 25 ai 44 anni, il 20,5% di persone dai 45 ai 64 anni, e il 7,5% di persone di 65 anni o più. L'età media era di 33 anni. Per ogni 100 femmine c'erano 86,9 maschi. Per ogni 100 femmine dai 18 anni in giù, c'erano 83,2 maschi.
Il reddito medio di un nucleo familiare era di 45.341 dollari e quello di una famiglia era di 49.868 dollari. I maschi avevano un reddito medio di 39.844 dollari contro i 21.833 dollari delle femmine. Il reddito pro capite era di 19.689 dollari. Circa il 5,8% delle famiglie e il 7,4% della popolazione erano sotto la soglia di povertà, incluso l'8,6% di persone sotto i 18 anni e il 10,4% di persone di 65 anni o più.